# 龙潭桥镇
龙潭桥乡，是中华人民共和国湖南省常德市汉寿县下辖的一个乡镇级行政单位。

## 行政区划
龙潭桥乡下辖以下地区：
桥东社区、龙潭桥村、月光塘村、仙锋庙村、贺家冲村、莲荷塘村、文武桥村、铁家桥村、董家冲村、愈佳桥村、腊树湾村、红土墙村、杨家岭村、王家冲村、尧嘴村、百家嘴村、笔形冲村、白羊村、肖家桥村和长茅岭村。